# De zee die denkt
De zee die denkt (en neerlandès El mar que pensa) és una pel·lícula dels Països Baixos del 2000 de Gert de Graaff.
Es tracta d'una pel·lícula experimental en la qual el guionista, que escriu ell mateix el guió de la pel·lícula, interpretat per Bart Klever, té un paper central. La pregunta com ens fem feliços analitza les expectatives dels espectadors de pel·lícules a través de la imatge i, finalment, es mira a ells mateixos.
La pel·lícula va guanyar diversos premis internacionals, inclòs un Premi Joris Ivens i es va projectar 63 festivals de cinemas. Fou nominada al Premi del Cinema Europeu al descobriment europeu de l'any als 14ns Premis del Cinema Europeu